# Ophioplinthaca spinissima
Ophioplinthaca spinissima är en ormstjärneart som beskrevs av Hubert Lyman Clark 1901. Ophioplinthaca spinissima ingår i släktet Ophioplinthaca och familjen knotterormstjärnor. Inga underarter finns listade i Catalogue of Life.